# Regla de la Bendición
La Regla de la Bendición (1QSb) es un texto muy fragmentario que en su día se pensó que formaba parte del texto del manuscrito de la Regla de la Comunidad descubierto  en 1947 en la Cueva 1 de Qumrán como parte de los Manuscritos del Mar Muerto. Se añade como uno de los dos apéndices —incluyendo la igualmente escatológica Regla de la Congregación— que siguen al libro de la Regla de la Comunidad, en uno de los primeros siete rollos descubiertos en el sitio de Qumrán. 
La Regla de la Bendición incluye tres bendiciones para su uso durante el  eschaton: una para la asamblea general de la escatológica Tribus de Israel, que describe una especie de «agua viva» que los lleva a un nuevo pacto con Dios, otra relativa a los cohen (sacerdotes) Hijos de Sadoc, elegidos por Dios que actuarán «como ángeles» y guiarán a Israel después de la Guerra. La tercera oración es la de la comida mesiánica,Isaías 21 para bendecir al «Príncipe», o Mesías davídico, que ha venido a liberar a Israel. «Palabras de bendición, propias del Instructor, con las que bendecir al Príncipe de la Congregación que (Dios eligió...)»  Oraciones similares se encuentran en otras partes de los pergaminos, y algunos creen que este manuscrito en particular puede ser una colección de oraciones de uso general y cotidiano.